# Победа китайского народа
Победа китайского народа — совместный советско-китайский художественно-документальный фильм о народно-освободительной войне в Китае. Производство Центральной студии кинохроники и Пекинской киностудии Народной Республики Китай 1950 года.

## Сюжет
Фильм повествует о победе китайского народа под руководством Мао Цзэдуна в войне с марионеточным режимом Чан Кайши и создании в 1949 году Китайской Народной Республики.
В создании фильма принимали участие командно-политический состав 4-х полевых армий и военных округов Народной Республики Китай. В ходе съёмок, в Китае было реконструировано целое сражение с чанкайшистами.
Текст читает Леонид Хмара.

## История
Сразу после образования КНР Управление кинематографии КНР обратилось с просьбой к Сталину оказать помощь в съёмках фильмов о Новом Китае.
В 1949 году Политбюро ЦК ВКП(б) приняло решение «Удовлетворить просьбу ЦК КП Китая о съёмках документального фильма, посвященного борьбе НОАК и новой жизни в освобождённых районах демократического Китая» и поручило Министерству кинематографии СССР (т. И. Большакову) начать в 1949 г. производство цветного фильма о Китае. По согласованию с ЦК КП Китая направило киногруппу режиссёра Варламова Л. В. и послало об этом телеграмму Мао Цзэдуну.
Сталин также направил письмо Ковалёву для Мао Цзэдуна, в котором сообщал, что в Китай будут направлены две группы: одна под руководством С. Герасимова для работы над цветным документальным фильмом о жизни нового демократического Китая, другая — под руководством Л. Варламова.